# ウルカヌスの鍛冶場
『ウルカヌスの鍛冶場』（ウルカヌスのかじば、西: La fragua de Vulcano、英: Apollo in the Forge of Vulcan）は、バロック期のスペインの巨匠ディエゴ・ベラスケスが第1回目にイタリアに滞在していた1630年に制作したキャンバス上の油彩画で、ギリシア神話から採られた逸話を主題としている。画家がイタリアで学んだローマ美術の古典主義とヴェネツィア派の色彩表現の影響が明らかにうかがえる作品である。マドリードのプラド美術館に所蔵されている。

## 主題
本作の主題はオウィディウスの『転身物語』に由来する。愛と美の女神ヴィーナスに恋していた太陽神アポローンが鍛冶の神ウルカヌスの鍛冶場を訪れ、ウルカヌスの妻ヴィーナスとマルスの不義を密告する場面である。左端にいるアポローンをその右隣りにいるウルカヌスが不自然なポーズで見返している。ウルカヌスは脚が不自由であった。

## 作品

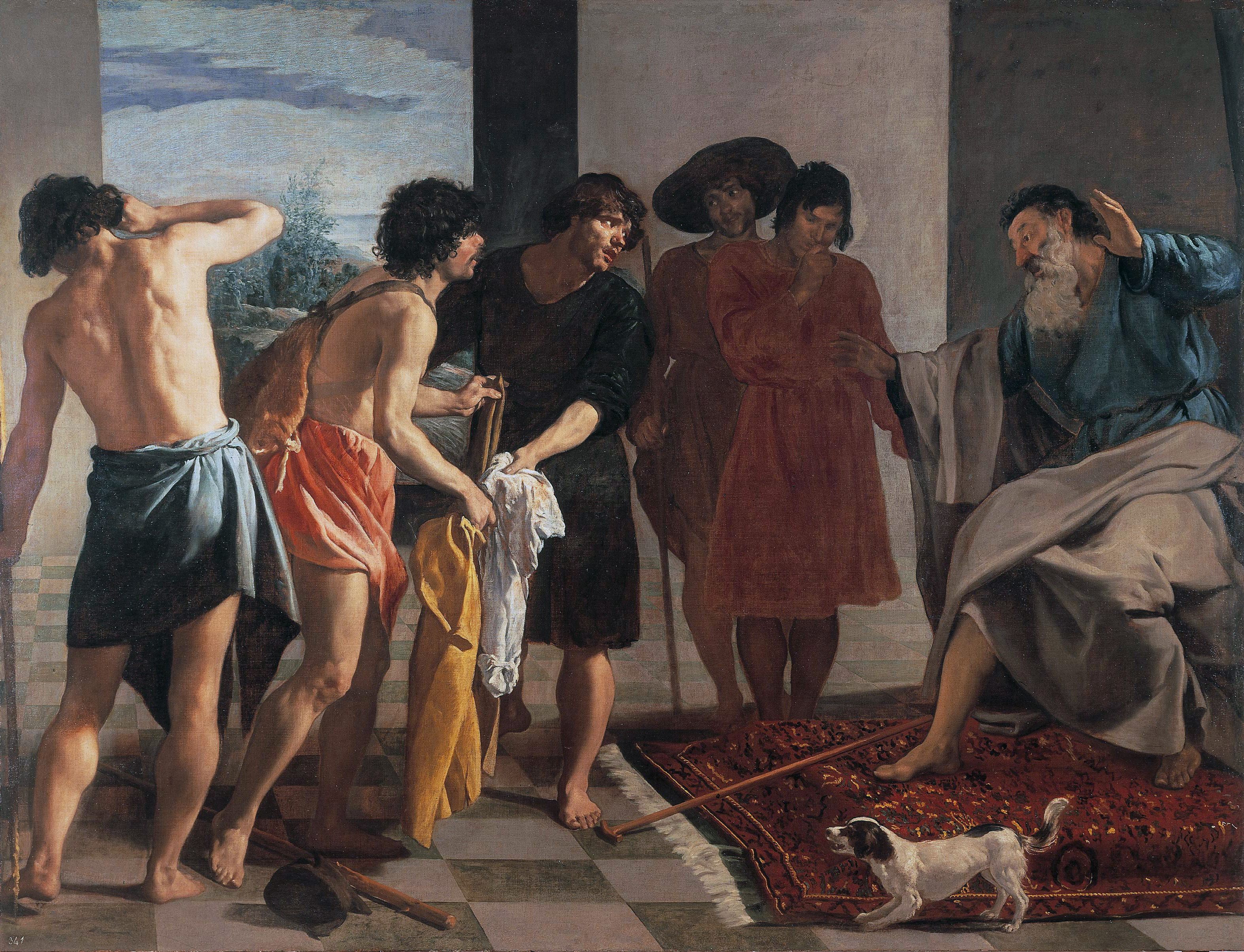
ディエゴ・ベラスケス『ヨセフの衣を受けるヤコブ』(1630年)、210 x 285 cm、エル・エスコリアル修道院

この作品はベラスケスが第1回目のイタリア滞在の時期 (1629-1631年) に制作され、『ヨセフの衣を受けるヤコブ』(エル・エスコリアル修道院) とともに画家自らがスペインに持ち帰ったものである。ベラスケスの師アントニオ・パチェーコ によれば、ベラスケスは「イタリアで偉大な作品を観る」ため約1年半にわたってこのイタリア旅行をした。画家はジェノバ、ミラノ、ヴェネツィア、フェッラーラ、チェント、ローマなどを訪れたが、大半はローマで過ごした。制作に関しては、バチカン宮殿でミケランジェロ、ラファエロを模写し、夏はメディチ家別荘で過ごして、古代ローマ彫刻を研究したことが伝えられている。ベラスケスの友人で彫刻家のフアン・マルティネス・モンタニェースによれば、ベラスケスはローマで古典と当代の絵画、彫像、レリーフを勉強し、遠近法や構図の面で大いに上達したという。
本作にはイタリアでの研究の成果が顕著に現れており、特にアンニーバレ・カラッチに代表されるローマの古典主義とヴェネツィア派の色彩表現を吸収していることが明らかである。人物像にはグエルチーノや古代彫刻の研究成果がいかんなく発揮されており、そうしたほぼ等身大の人物像を広々とした空間に配している。画家はまた裸体への関心を深めたらしく、解剖学的な追及が明らかである。動きの表現 (右端の身を屈める男など) においては、ピエトロ・ダ・コルトーナ、グイド・レーニといった当代のローマのバロックの巨匠たちからの影響もうかがえる。
とはいえ、ベラスケスの写実主義はまったく揺らいでいない。イタリア滞在前の『バッカスの勝利』(プラド美術館) と比べても、光、色彩、空気の層はより自然に表現されている。卓越した写実技法で描かれた甲冑や工具、真っ赤に熱せられた鉄などは空気の流れや温もりを感じさせ、あたかも眼前に光景が広がっているかのような錯覚を起こさせる。かくして、リアルな舞台空間の中に劇的シーンが生み出されている。このシーンの中で興味深いのは、ドイツの美術史家カール・ユスティ が指摘したように人物像がイタリア人というより粗野で武骨なスペイン人として表現されていることである。